# مسجد نيزامي
مسجد نيزامي (بالإنجليزية: Nizamiye Masjid ) هو مسجد يقع في مدينة ميدراند في جوهانسبرغ عاصمة جنوب أفريقيا، وغالبا ما يذكر أنه أكبر مسجد في نصف الكرة الجنوبي، تحتل مساحته 10 هكتارات من الأراضي، ولكن في واقع الأمر تحتل البناء أقل من سبعة هكتارات، وقد صمم هذه المسجد في تركيا، ولكن المهندس المعماري في جنوب أفريقيا تم تكييفه باتمام تصاميم معايير البناء، وبدأ البناء في أكتوبر من عام 2009 واكتمل البناء في عام 2012 .

## التاريخ
علي كاتيرشيوغلو وهو رجل أعمال تركي، يخطط لبناء المساجد على نمط العمارة العثمانية في الأماكن التي كانت غائبه عنها، وكان للفشل في الحصول على موقع مناسب في الولايات المتحدة الأمريكية، السبب الرئيسي لنقل المشروع إلى جنوب أفريقيا، وقد نصح علي كاتيرشيوغلو بالاقدام على الخطوة من جانب محمد فتح الله كولن.

## البناء
بدأ العمل في المشروع في الأول من شهر تشرين الأول من عام 2009، وافتتح مسجد نظامي (أو نيزامي) رسميا من قبل رئيس جنوب أفريقيا جاكوب زوما، وذلك في اليوم الرابع من شهر أكتوبر من عام 2012، واستلهم اسم المسجد من القرن الحادي عشر، ونسبة لمدارسة الدينية النظامية، ونظام مؤسسة التعليم العالي المستخدمة في بغداد وأجزاء أخرى من العالم الإسلامي .

## مجمع مسجد نظامي
مجمع نظامي لديه العديد من المؤسسات إلى جانب المسجد، وبمثابة مركز اجتماعي مكون من عدة غرف وقاعات:
- المسجد : بدأ البناء في المسجد في شهر أكتوبر من عام 2009، واكتمل البناء في عام 2012، واعتمدت الخطة الأساسية لادارة المسجد على ما كان في القرن السادس عشر في مسجد السليمية العثماني، وقد تم تصميم المسجد في مدينة أدرنة في تركيا، من خلال المعمار سنان. وتم اقتباس بناء المسجد النظامي من مسجد السليمية بنسبة 80٪، وللمسجد قبة رئيسية عالية واسعة مغطاة بـ 48 طنا من الرصاص، وهناك عدد إضافي مكون من عدد 4 قباب نصف كروية، وعدد 21 قبة صغيرة، داخل المسجد يوجد السيراميك التركي الأصلي، على الجدران يوجد الخط العربي وكذلك في السقف، يصل استيعاب المسجد إلى حوالي 6،000 مصلي، هناك خمسة مرافق لأداء الوضوء في واحدة من الساحات الخارجية، وفي المناسبات الخاصة يضيء المسجد باللون الأخضر والبنفسجي في الليل .
- المدارس : افتتحت المدرسة النظامية في شهر يناير كانون الثاني من عام 2012، ويمكن أن تستوعب ما يصل إلى 850 طالبا وطالبة، تقدم المدرسة منهاج الدراسات الإسلامية المتوافقة مع منهج التعليم في جنوب أفريقيا، و تعطى الدروس باللغة الإنجليزية بجانب اللغة العربية واللغة التركية، المدرسة مفتوحة لعامة الناس، وتضم المدرسة مرافق داخلية لحوالي 300 من الفتيان.
- العيادة : تقدم العيادة خدمات الرعاية الصحية في 10 مجالات مختلفة دون الحاجة للإقامة في العيادة، وهي مفتوحة لعامة الناس.
- السوق : قسم البازار في المجمع إلى 13 محل، و تستخدم ايراداته لنفقات المسجد.
- المقبرة : هي مقبرة خاصة تقع في زاوية من زوايا المسجد، والتي يمكن أن ينظر إليها من الداخل.